# レヴィー・ムワナワサ
レヴィー・パトリック・ムワナワサ（Levy Patrick Mwanawasa, 1948年9月3日 - 2008年8月19日）は、ザンビア共和国の政治家。2002年から2008年までザンビア共和国の大統領を務めた。

## 略歴

### 生い立ち
1948年9月3日、ザンビア北部のムフリラで10人兄弟の2番目の子として生まれた。ザンビア大学で法学学位を取得後、1974年から個人法律事務所で働き、1978年に独立した。1985年、ザンビアの訟務長官として政府に仕えたが、翌1986年には自分の事務所に戻った。
1991年12月、フレデリック・チルバ大統領から副大統領に任命されたため、1992年3月に事務所を去った。

### 交通事故
1991年12月8日、ムワナワサは大きな交通事故に巻き込まれ、彼の補佐官がその場で死亡した。ムワナワサ本人も体の複数箇所に傷を負い、治療のために南アフリカ共和国のヨハネスブルグに搬送された。入院しての治療は3ヶ月に及んだ。この事故の後遺症で、ムワナワサの発音は顕著に不明瞭になっている。

### 政界進出
1992年から1994年までの間、副大統領として職場にはびこる悪習や指導者たちの退廃、同僚たちからの抵抗に対処した。しかし、1996年に複数政党制民主主義運動（MMD）の大統領候補者選で現職のチルバ大統領に敗れると、政治の一線から退いた。

### 大統領1期目
2000年8月、MMDの国家評議会によって2001年大統領選挙の候補者に指名された。翌年の12月27日に行われた大統領選挙では11人による激戦となったが、ゴドフリー・ミヤンダ、クリストン・テンボという元副大統領2人を抑え、わずか29%の得票率ながらも最多得票を得て当選した。次点のアンダーソン・マゾカが27%を得票して迫る接戦だった。
こうして2002年1月2日、ムワナワサは大統領に就任した。しかし、大統領選挙の結果に対してマゾカの国家開発統一党（UPND）などの野党から異議が唱えられ、実際には自分たちが勝利したのだと主張を行った。国内・国外の選挙監視団も、不正投票や選挙人名簿の欠陥、不公平で偏ったメディアの報道など選挙運動と投票に重大な不正があったと指摘した。1月、大統領選挙を戦った3人の対立候補が、ムワナワサの勝利を覆すよう最高裁判所に請願を行った。裁判所は、選挙に欠陥があったことは認めたものの、それが結果に影響するものではないと判断し、訴えを退けた。
2005年1月、ムワナワサはこれまでザンビア政府が貧困に対して取り組まなかったことを国民に対して謝罪した。国連によると、ザンビアの国民の75%が1日1ドル未満で生きていかねばならない状態であった。

### 大統領2期目
ムワナワサは2期目を目指して2006年9月28日に行われた大統領選挙に立候補した。主な対立候補は野党愛国戦線のマイケル・サタと目されていた。ムワナワサは公式結果で43%の得票を得て10月2日に再選が決まった。数日後、新内閣を指名し、副大統領として統一民族独立党(UNIP)のルピヤ・バンダを任命した。
2008年6月29日、アフリカ連合首脳会議に出席するためエジプトのシャルムエルシェイクに外遊していたムワナワサは、脳梗塞により緊急入院。翌7月1日にはフランスへと搬送された。原因は高血圧性の脳内出血であった。ムワナワサが職務を遂行する事が不可能となったことを受け、副大統領であるバンダが大統領の職務を代行した。
ムワナワサはパリ市内の病院にて治療を受けていたが、2008年8月19日に死去した。これに伴い、副大統領のバンダが第4代大統領に昇格した。
日本との関係では、2008年5月に、アフリカ開発会議出席のため訪日し、福田康夫首相と会談した。
| 公職                      | 公職                                    | 公職                                         |
| ------------------------- | --------------------------------------- | -------------------------------------------- |
| 先代 フレデリック・チルバ | ザンビア共和国大統領 第3代：2002 - 2008 | 次代 ルピヤ・バンダ                          |
| 外交職                    |                                         |                                              |
| 先代 フレデリック・チルバ | アフリカ統一機構議長 第40代：2002       | 次代 タボ・ムベキ （アフリカ連合に発展解消） |